# Maisons, Aude

Maisons este o comună în departamentul Aude din sudul Franței. În 1 ianuarie 2022 avea o populație de 52 de locuitori.